# Lamela (Zenica)
Lamela je neformální název pro obytný blok, který se nachází v bosenském městě Zenica. Stavba je vysoká 101 m a vznikla ve stylu brutalismu. Mezi místním obyvatelstvem nosí přezdívku Zenički Empajer podle Empire State Building v New Yorku. Nejvyšší část budovy má 27 pater.
Stavba vznikla podle návrhu sarajevského architekta Slobodana Jovandiće. Tvoří jej šest vzájemně propojených celků, které mají různou výšku. Nejvyšší část má celkem 25 bytů (podle původního plánu se mělo jednat o 30, nicméně z technických důvodů byla tato část snížena). Celkem má dům k dispozici 232 bytů. V přízemí se nacházejí prostory pro jednotlivé obchody a kanceláře. Výstavba objektu probíhala v polovině 70. let a z technických důvodů docházelo k jejímu neustálému zpožďování (především se jako technicky náročné ukázalo zavedení vodovodu do nejvyšších pater). Budova byla dokončena v roce 1976. 